# Wilhelmine Siefkes

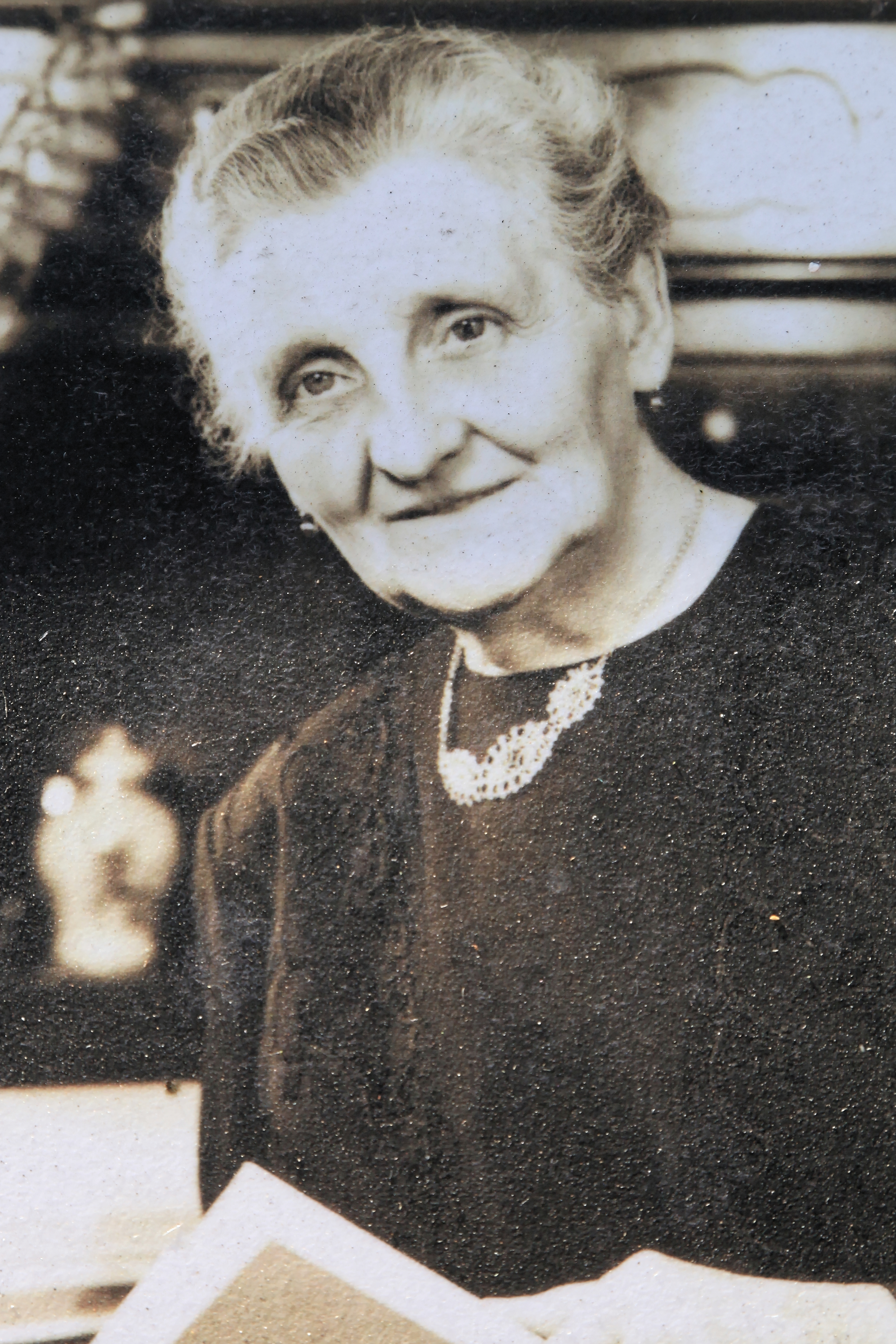
Wilhelmine Siefkes

Wilhelmine Siefkes (* 4. Januar 1890 in Leer; † 28. August 1984 ebenda), Pseudonym Wilmke Anners, war eine deutsche Schriftstellerin vornehmlich niederdeutscher Sprache und galt als christliche soziale Demokratin aus Ostfriesland. Sie war zudem literarische Übersetzerin aus dem Niederländischen und Westfriesischen. Heute ist der wichtigste ostfriesische Preis für Verdienste um die plattdeutsche Sprache (Keerlke-Preis) nach Siefkes Romanfigur „Keerlke“ benannt.

## Leben
Die Familie von Wilhelmine Siefkes stammte aus Leer und betrieb Landwirtschaft, doch infolge eines Unfalls 1879 konnte der Vater den Beruf nicht weiter ausüben. Die Schriftstellerin Martha Köppen-Bode war ihre Cousine. Das Verhältnis der beiden war aber wohl angespannt. In Leer besuchte sie ab 1900 das Lyzeum bzw. Oberlyzeum (heute Teletta-Groß-Gymnasium), das sie 1910 mit der Ausbildung zur Volksschullehrerin abschloss. Ihre erste Stelle trat sie im ländlichen Jemgum an. Als junge Lehrerin fand sie Zugang zur niederdeutschen Sprache und begann das Schreiben. Seit 1917 arbeitete  Siefkes an einer Schule in Leer. Nach Ende des Ersten Weltkrieges begann die bis dahin eher unkritische Lehrerin, intensiver am politischen Geschehen Anteil zu nehmen. Sie orientierte sich vor allem an den Ideen der Sozialdemokratie und wurde Weggefährtin von Hermann Tempel und Louis Thelemann. Durch den Umgang mit den Schulkindern erfuhr Siefkes die Armut der Arbeiterkinder und engagiert sich fortan neben ihrer Tätigkeit als Lehrerin und Schriftstellerin in der Arbeiterwohlfahrt und schrieb für die Leeraner Zeitung Volksbote. Sie war auch zunehmend in der Heimatbewegung aktiv und beschäftigte sich mit religionsphilosophischen Fragen.
1933 wurde sie von den Nationalsozialisten aus dem Schuldienst entlassen und erhielt bis 1945 Publikationsverbot. Dennoch veröffentlichte Siefkes unter dem Pseudonym Wilmke Anners weiter Märchenspiele. Unter anderem aus Protest gegen einen Großteil der evangelischen Pastoren, die dem neuen Regime folgten, trat sie 1933 aus der evangelisch-lutherischen Kirche aus und den Mennoniten bei, einer evangelischen Freikirche, der sie bis zu ihrem Tod angehörte. 1940 erhielt sie den Fehrs-Preis für das niederdeutsche Manuskript „Keerlke“. Der Roman erschien 1941 unter ihrem Namen im Quickborn-Verlag. Schon zuvor, 1939, war das Jugendtheaterstück „Gudrun“ ebenfalls unter ihrem Namen veröffentlicht worden.
Nach dem Zweiten Weltkrieg nahm Siefkes ihre Tätigkeit als Lehrerin nicht wieder auf, sondern weitete ihre schriftstellerische und kulturpolitische Tätigkeit aus. Im Jahr 1952 erschien der hochdeutsche Roman Kasjen und Amke, der das Leben eines Moorbauern schildert. Die Jahre von 1949 bis 1970 waren ihre Hauptschaffensphase, in der sie unter anderem Romane, Gedichte, Erzählungen und Hörspiele schrieb. Siefkes interessierte sich vor allem für das einzelne Individuum. Ein wiederkehrendes Thema ihrer Erzählungen waren die existenziellen Probleme von Kindern und Jugendlichen.

## Wilhelmine-Siefkes-Preis
Zu Siefkes’ Ehren vergibt die Stadt Leer alle vier Jahre den inzwischen mit 2.500 € dotierten Wilhelmine-Siefkes-Preis. Er wird vergeben für „Werke, die in Ostfriesland entstanden sind oder ein ostfriesisches/regionales Thema zum Inhalt haben oder die Wechselbeziehungen zwischen Ostfriesland und anderen Regionen behandeln […] Der plattdeutschen Sprache kommt hierbei als Ausdrucksmittel und/oder als Thema eine besondere Bedeutung zu.“
Preisträger:
- 1990: Henry Hes (Groningen) für seine Sammlung Noadörst, Gedichte in Groninger Mundart
- 1994: zu gleichen Teilen
  - Udo Franken (Aurich) für die plattdeutsche Kriminalkurzgeschichte Springflood
  - Karl-Heinz Madauß (Parchim) für den plattdeutschen Roman Wer weit, wo dar noch kamen ward
- 1998: Kees Visscher (Veendam) für seine Erzählungen De man van de boom, Morellen, Hanna Fictorie, Onderwegens und t Pat van de deugd
- 2002: Siegfried Kessemeier (Münster) für die niederdeutsche Gedichtesammlung inoin
- 2006: Arend Remmers (Schwelm) für sein Werk Von Aaltukerei bis Zwischenmooren. Die Siedlungsnamen zwischen Dollart und Jade
- 2010: Theo Schuster (Leer) für seine Studien zur norddeutschen Kulturgeschichte
- 2014: Gerd Brandt (Neustadtgödens) für sein Lebenswerk
- 2018: Annie Heger für ihr Wirken in unterschiedlichen Bereichen der ostfriesischen Kultur
- 2022: Jan Cornelius, weil der Liedermacher und Autor „der plattdeutschen Sprache Ausdruckskraft verleiht und sie auf vielfältige Art weiterentwickelt“[6]

## Werke (Auswahl)

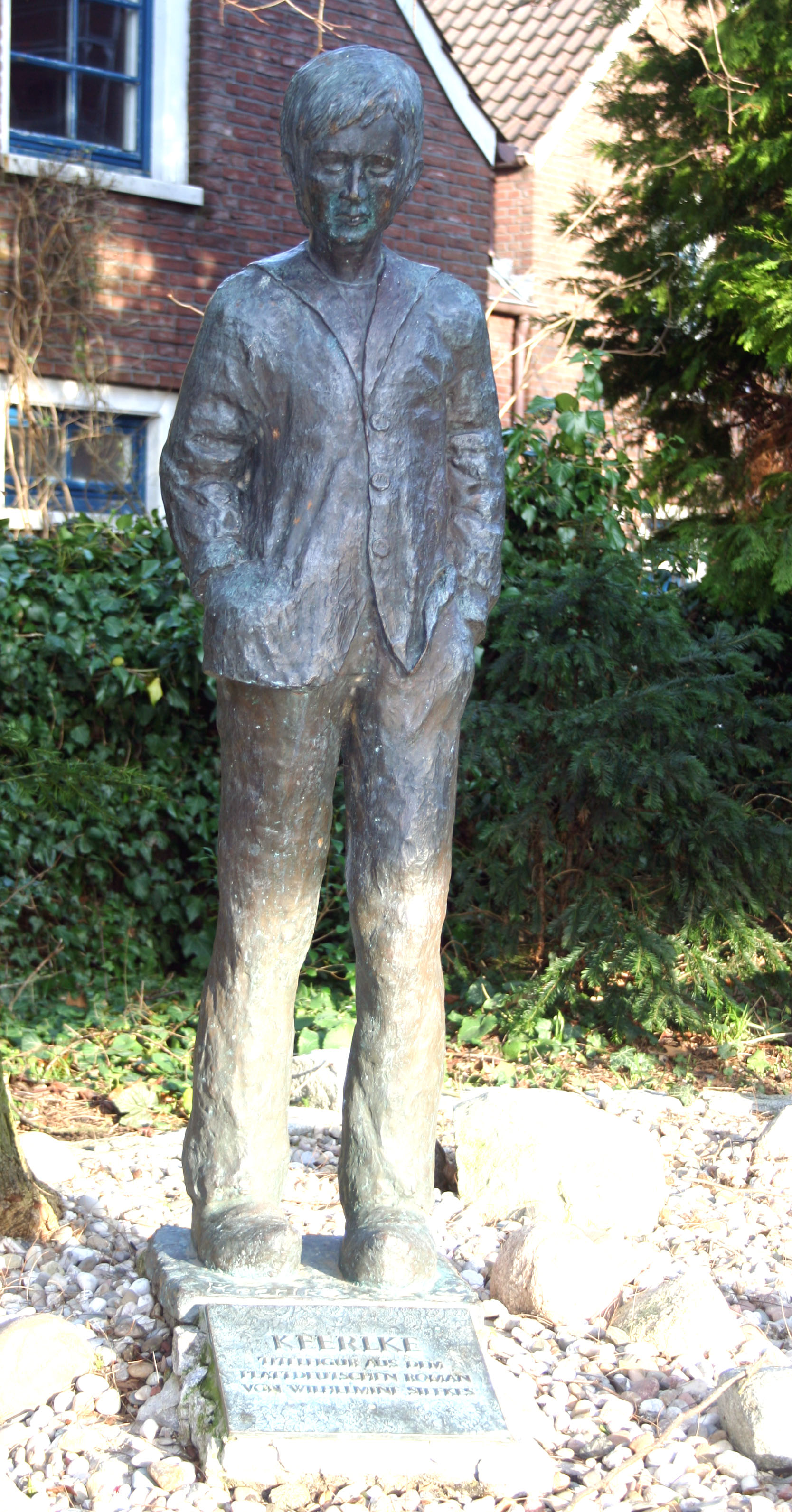
Standbild von Siefkes Romanfigur Keerlke in Leer

Zu Siefkes Werk gehören Romane, Erzählungen, Gedichte, Märchen und Theaterstücke.
Biographie
- Erinnerungen (1979). Verlag Schuster Leer, ISBN 3-7963-0115-0

Romane
- Uda van der Mölen (1920)
- Keerlke (1941)
- Kasjen und Amke (1952)
- Van de Padd of (1961)
- Uwe aus Leer (1959)

Erzählungen
- Hör eenzig eegen (1922)
- Rena im Königsmoor (1955)
- Uke setzt sich durch (1957)
- Tant’ Remda in Tirol un anner Vertellses (1964)
- Jan Stiekelswien (o. J.)

Märchen
- Dor was ins mol (1923; 1965)
- Ostfriesische Sagen (1951)

Lyrik
- Tüschen Saat un Seise (1961)

Hörspiele
- 1953: De Faart na’t witte Aland – Regie: Hans Tügel, mit Hartwig Sievers, Heidi Kabel, Adi Lödel, Heinz Ladiges (NWDR Hamburg)
- 1955: Bröders – Regie: Hans Robert Helms, mit Gerd Ehlers, Elsbeth Kwintmeyer, Uwe Remmers, Jochen Schenck, Walter A. Kreye (RB)
- 1955: Alleen laten (Original-Hörspiel) – Regie: Günter Jansen, mit Erwin Wirschaz, Otto Lüthje, Aline Bußmann, Hilde Sicks, Rudolf Beiswanger, Erna Raupach-Petersen (NWDR Hamburg)
- 1964: De Düwel mit dree gollen Haar – Regie: Walter Bäumer, mit Jochen Rolf, Erika Rumsfeld, Ingeborg Walther, Hans Jürgen Ott, Heinrich Kunst, Ursula Hinrichs (RB)
- 1967: Freerk Ulenga – Regie: Wolfgang Harprecht, mit Heinz Burmeister, Ruth Hollje-Ulbers, Jochen Schenck, Karl-Heinz Kreienbaum, Almut Sandstede (RB)

Diskographie
- Wilhelmine Siefkes erzählt „Tant’ Remda in Tirol“ und „De Levenstiet“; Reihe Niederdeutsche Stimmen
- Wilhelmine Siefkes liest aus „Keerlke“ und Gedichte; Reihe Niederdeutsche Stimmen
- Wilhelmine Siefkes, Plattdeutsche Märchen; Reihe Niederdeutsche Stimmen